# Monsters, Inc. Mike and Sulley to the Rescue!
Monsters, Inc. : Mike and Sulley to the Rescue! (« Monstres et Cie : Mike et Sully à la rescousse ») est une attraction du parc Disney California Adventure en Californie.
L'attraction transporte fidèlement les visiteurs dans les séquences du film Monstres et Cie coproduit par Disney et Pixar.
Deux autres attraction utilisent le thème de Monstres et Cie mais avec une autre technologie :
- Monsters, Inc. : Laugh Floor au Magic Kingdom
- Monsters, Inc. : Ride and Go Seek! à Tokyo Disneyland

## L'attraction
Elle remplace la défunte Superstar Limo et a ouvert ses portes le 23 janvier 2006. La place adjacente a été rénovée et complétée par des arbres pour l'occasion.
- Ouverture : 23 janvier 2006[1]
  - Pré-Ouverture : 20 décembre 2005
- Conception :  Walt Disney Imagineering
- Véhicules:
  - Nombre : 17, dont un accessible aux handicapés.
  - Passagers par véhicule : 9, 3 rangs et 2 adultes et un enfant par rang
  - Apparence des véhicules : Taxi
- Hidden Mickeys : 8
- Type d'attraction : Parcours scénique
- Situation : 33° 48′ 29″ N, 117° 55′ 03″ O
- Attraction précédente :
  - Superstar Limo (2001-2002)